# Raya i l'últim drac
Raya i l'últim drac (títol original en anglès: Raya and the Last Dragon) és una pel·lícula d'animació per ordinador dels Walt Disney Animation Studios, la 59a de la col·lecció clàssics Disney. Dirigida per Don Hall, guanyador de l'Oscar per Big Hero 6, i per Carlos López Estrada (Blindspotting), està inspirada en les antigues cultures i pobles del sud-est asiàtic. El títol ve donat per la relació de Raya, una princesa, amb un drac semblant als nāga de les religions orientals. El 5 de març del 2021 s'estrenà en català tant als cinemes com directament a Disney+ amb accés prèmium.

## Argument
Kumandra és un país protegit per dracs però per les desavinences entre els humans acaba dividit en cinc regions irreconciliables i assetjat pels druun, unes criatures que converteixen en pedra tots els éssers vius, incloent-hi els dracs protectors. Aquests, però, forgen una joia amb la seva màgia que el pare de Raya li mana custodiar. Aquesta, però, confessa la seva ubicació a una filla d'un país veí que fingeix ser la seva amiga i acaba trencada en cinc trossos, cadascú per a una regió. Raya es proposa quan creix dedicar-se a reunir-los per ressuscitar els dracs i que tot torni a la normalitat. En el seu camí serà ajudada per personatges abandonats de diverses contrades i per la darrera drac femella viva, qui li recorda que la clau per tornar a la felicitat de Kumandra és confiar en els altres. Quan aprèn la lliçó i es reconcilia amb la noia que havia desencadenat el desastre, pot vèncer els druun i reviure els petrificats.